# Leopold von Zastrow
Leopold von Zastrow (* 15. Oktober 1702 in Kölpin; † 20. Februar 1779 in Kassel) war preußischer, später hessen-kasselscher Generalleutnant.

## Leben

### Familie
Er war ein Sohn von Bernd Christian von Zastrow (1644–1717), Erbherr auf Kölpin, Bärwalde und Neuhof, und dessen Ehefrau Anna Katharina von Bonin aus dem Hause Naseband. Zastrow war seit 1761 mit Anna Dorothea Elisabeth von Reibnitz (1725–1808) verheiratet.

### Militärkarriere
Zastrow begab sich jung in französische Dienste, wo er bis zum Kapitän aufstieg. Dann wurde er von Friedrich II. in die Preußische Armee gerufen und als Major, nachdem er bereits in der Schlacht bei Soor im Felde stand, im Infanterieregiment „Forcade“ angestellt. Bei Beginn des Siebenjährigen Krieges war Zastrow Oberstleutnant, wurde in der Schlacht bei Prag verwundet. Für das Gefecht bei Reichenberg wurde Zastrow der Orden Pour le Mérite verliehen. In der Schlacht bei Leuthen bildete das von ihm befehligte Regiment „von Geist“ die Spitze der dritten Angriffskolonne. 1758 wurde er Kommandant von Schweidnitz, 1759 Chef des Infanterieregiments Nr. 38 und 1760 zum Generalmajor befördert.
1761 wurde Schweidnitz von den Österreichern unter Gideon Ernst von Laudon in einem Überraschungsangriff genommen. Am 3. März 1763 befahl der König eine kriegsgerichtliche Untersuchung über den Fall von Schweidnitz. Das Kriegsgericht unter General der Kavallerie Zieten sprach Zastrow schuldig und verurteilte ihn zu einer zweijährigen Festungshaft. Daraufhin demittierte er 1765 als Generalleutnant und trat im Jahr darauf in hessen–kasselsche Dienste. Der Landgraf Friedrich II. verlieh Zastrow den Hausorden vom Goldenen Löwen.